# Аббаси, Мехтаб
Мехтаб Аббаси (англ. Mehtab Abbasi) — государственный и политический деятель Пакистана. С 2014 по 2016 год занимал должность губернатора провинции Хайбер-Пахтунхва.

## Биография
Родился 15 декабря 1952 года в пакистанской деревне Малкоте, округ Абботтабад. Окончил среднюю школу в Равалпинди, затем работал в судебной системе этого города. В 1985 году поступил на государственную службу, работал в провинциальной ассамблее в Равалпинди. 21 февраля 1997 года был избран главным министром провинции Хайбер-Пахтунхва. На этой должности Мехтаб Аббаси активно поддерживал строительство школ и новых автомобильных дорог в провинции, а также уделял внимание электрификации и телефонной связи. 12 октября 1999 года в Пакистане произошёл военный переворот, Мехтаб Аббаси был снят с должности и помещён под домашний арест. С 2002 по 2013 год был сенатором в парламенте Пакистана, а затем был избран в качестве депутата в Провинциальную ассамблею Хайбер-Пахтунхвы.
15 апреля 2014 года Мехтаб Аббаси стал губернатором провинции Хайбер-Пахтунхва. В начале 2016 года он отправил письмо главному министру провинции Пенджаб Шахбазу Шарифу и министру внутренних дел Нисару Али Хану с просьбой об отставке с должности губернатора для принятия участия в парламентских выборах. По другой версии причиной отставки Мехтаба Аббаси с должности губернатора стало то, что он принял участие в кампании ООН «Миллиард деревьев». 14 февраля 2017 года он был назначен советником премьер-министра Пакистана по вопросам авиации.